# They All Came Down to Montreux
Live At Montreux 2006: They All Came Down To Montreux uživo je album britanskog hard rock sastava Deep Purple, koje 2007. godine, objavljuje diskografska kuća 'Eagle Records'.
Materijal je snimljen 15. srpnja 2006. godine na glazbenom festivalu u Montreuxu, Švicarska, tijekom njihove turneje Rapture of the Deep Tour i prvi je kojeg Purple objavljuje u postavi MK VIII. Osim na DVD-u, koncert je objavljen i na Blu Ray izdanju.

## Popis pjesama

### CD popis
Sve pjesme napisali su Ian Gillan, Ritchie Blackmore, Roger Glover, Jon Lord i Ian Paice, osim gdje je drugačije naznačeno.
1. "Pictures of Home"
2. "Things I Never Said" (Gillan, Steve Morse, Glover, Don Airey, Paice)
3. "Strange Kind of Woman"
4. "Rapture of the Deep" (Gillan, Morse, Glover, Airey, Paice)
5. "Wrong Man" (Gillan, Morse, Glover, Airey, Paice)
6. "Kiss Tomorrow Goodbye" (Gillan, Morse, Glover, Airey, Paice)
7. "When a Blind Man Cries" (Gillan, Morse, Glover, Lord, Paice)
  - Originalno napisali Gillan, Blackmore, Glover, Lord i Paice, ali je na albumu krivo napisano.
8. "Lazy"
9. "Solo na klavijaturama" (Airey, Albert Ammons, Wolfgang Amadeus Mozart)
10. "Space Truckin'"
11. "Highway Star"
12. "Smoke on the Water"

### DVD popis

#### DVD 1
1. "Pictures of Home"
2. "Things I Never Said"
3. "Strange Kind of Woman"
4. "Rapture of the Deep"
5. "Wrong Man"
6. "The Well-Dressed Guitar"
7. "Kiss Tomorrow Goodbye"
8. "When a Blind Man Cries"
9. "Lazy"
10. "Keyboard Solo"
11. "Space Truckin'"
12. "Highway Star"
13. "Smoke on the Water"
14. "Hush" (with Michael Bradford)
15. "Too Much Fun" (jam) (with "Funky" Claude Nobs)
16. "Black Night"

#### DVD 2
1. "Fireball"
2. "I Got Your Number"
3. "Strange Kind of Woman"
4. "Kiss Tomorrow Goodbye"
5. "Rapture of the Deep"
6. "Wrong Man"
7. "Lazy"
8. "Perfect Strangers"
9. "Highway Star"
10. "Smoke on the Water"

## Pozicija na Top ljestvici
Službena mjesta na Top ljestvicama su nepoznata, međutim postoje informacije o prodaji DVD-ova po e-trgovinama.
- #14 u Velikoj Britaniji, (amazon.co.uk) Najprodavaniji glazbeni DVD
- #1 u Kanadi (amazon.ca) Najprodavaniji glazbeni DVD
- #5 u Njemačkoj (amazon.de), Najprodavaniji glazbeni DVD
- #21 u Americi (amazon.com)

## Izvođači
- Ian Gillan - vokal, usna harmonika
- Steve Morse - gitara
- Roger Glover - bas-gitara
- Don Airey - klavijature
- Ian Paice - bubnjevi

### Glazbeni gosti
- Michael Bradford - gitara u skadbama "Hush", "Too Much Fun" i "Black Night"
- Claude Nobs - usna harmonika u skladbi "Too Much Fun"

## Vanjske poveznice
- Allmusic.com - Deep Purple - Live At Montreux 2006: They All Came Down To Montreux